# N223 (België)
De N223 is een gewestweg die Aarschot met Tienen verbindt. De maximumsnelheid is op een klein gedeelte in Aarschot 90 km/h. Op sommige plekken zijn er 2x2 rijstroken, op de meeste plekken 2x1 rijstroken. De weg bevat een aansluiting met de A2/E314, en een rotonde genaamd Het Gouden Kruispunt. Via die rotonde kan men de N2 richting Leuven of Diest nemen. De route heeft een lengte van ongeveer 21 kilometer.

## Plaatsen langs de N223
- Aarschot
- Nieuwrode
- Sint-Joris-Winge
- Binkom
- Vissenaken
- Tienen

## N223a
De N223a is een 800 meter lange aftakking van de N223 in de plaats Sint-Joris-Winge. De weg verloopt via de Tiensesteenweg en verbindt de N223 met de N2. Ten opzichte van de N223 is de N223a ingericht als een lokale weg voor bestemmingsverkeer van de plaats zelf. Verkeer dat over de N223 naar de N2 wil, kan beter gebruik maken van de rotonde op de N223 zelf.